# キルマンジュキ語
クルマンジュキ語（Kırmancki）は、ザザキ語の北部方言である。話者は、トルコのトゥンジェリ県やエルズィンジャン県に居住するザザ人の人々である。話者数は、140,000人である。

## 方言
- Tunceli (kiu-tun)
- Varto (kiu-var)